# Hasbro
Hasbro, Inc. – drugie pod względem wielkości przedsiębiorstwo na świecie (po Mattel Enterprises) zajmujące się produkcją zabawek, a od 2007 roku również produkcją filmową z udziałem bohaterów należących do firmy.
Przedsiębiorstwo zostało założone w 1923 roku przez trzech braci, żydowskich emigrantów z Polski: Hillela, Hermana i Henriego Hassenfeldów. Od 1942 roku produkcja zabawek jest priorytetem firmy.

## Spółki zależne
- Avalon Hill
- Coleco
- Galoob
- Ideal Toy Company
- Kenner
- Maisto
- Milton Bradley
- Parker Brothers
- Playskool
- Selchow and Righter
- Tiger Electronics
- Tonka
- Wizards of the Coast
- Wrebbit

## Produkowane zabawki lub postacie bohaterów filmów i komiksów

### Zabawki
- Action Man
- Army Ants
- Battle Beasts
- Beyblade
- Cabbage Patch Kids (w latach 1989–1994)
- C.O.P.S. 'n Crooks
- Easy-Bake Oven
- Furby
- FurReal
- G.I. Joe
- Jem i Hologramy
- Jurassic Park
- Lincoln Logs
- Lite-Brite
- Mr. Potato Head
- My Little Pony
- Nerf
- Play-Doh
- Peanuts
- Pokémon
- Spirograph
- Star Wars
- Tinkertoys
- Transformers
- Littlest Pet Shop
- World Wrestling Federation (w latach 1990–1994)

### Marvel Universe(od 2006 roku)
- Spider-Man
- Iron Man
- Fantastyczna czwórka
- Avengers

## Gry planszowe
- Ouija
- 13 Dead End Drive
- Axis and Allies
- Battleship
- Candy Land
- Clue (Cluedo)
- The Game of Life
- Monopoly
- Pictionary
- Risk (Ryzyko)
- Rummikub
- Scrabble (dystrybucja w Ameryce Północnej, na całym świecie – Mattel)
- Trivial Pursuit
- Twister